# Eidgenössische Volksinitiative «Pro Service public»
Die eidgenössische Volksinitiative «Pro Service public» war eine Volksinitiative. Die Initianten wollten den ihrer Ansicht nach schlechter gewordenen Service public verbessern und einen Abbau stoppen. Der Souverän stimmte in der Woche zum 5. Juni 2016 über die Vorlage ab und lehnte sie ab.

## Initiative

### Inhalt
Der Service public umfasst die Grundversorgung insbesondere in den Bereichen öffentlicher Verkehr, Post und Telekommunikation. Die Initiative wollte, dass Bund und bundesnahe Unternehmen wie Swisscom, Post und SBB in der Grundversorgung nicht nach Gewinn streben, auf Quersubventionierung anderer Bereiche verzichten und keine fiskalischen Interessen verfolgen. Angestellte dieser Unternehmen hätten zudem nicht mehr verdienen dürfen als vergleichbare Angestellte der Bundesverwaltung.

### Wortlaut
Die Bundesverfassung wird wie folgt geändert:

Art. 43b Grundsätze für Leistungen der Grundversorgung durch den Bund

1 Im Bereich der Grundversorgung strebt der Bund nicht nach Gewinn, verzichtet auf die Quersubventionierung anderer Verwaltungsbereiche und verfolgt keine fiskalischen Interessen.

2 Die Grundsätze nach Absatz 1 gelten sinngemäss auch für Unternehmen, die im Bereich der Grundversorgung des Bundes einen gesetzlichen Auftrag haben oder vom Bund durch Mehrheitsbeteiligung direkt oder indirekt kontrolliert werden. Der Bund sorgt dafür, dass die Löhne und Honorare der Mitarbeiterinnen und Mitarbeiter dieser Unternehmen nicht über denjenigen der Bundesverwaltung liegen.

3 Das Gesetz regelt die Einzelheiten; insbesondere grenzt es die Grundversorgungsleistungen von den übrigen Leistungen ab und stellt sicher, dass Transparenz über die Kosten der Grundversorgung und die Verwendung der entsprechenden Einnahmen besteht.

## Abstimmung
Volk und Stände haben am 5. Juni 2016 über die Initiative abgestimmt.

### Wahlempfehlung der Bundesbehörden
Bundesrat und Parlament empfehlen, die Initiative abzulehnen. Der Nationalrat hat die Initiative mit 196 zu 0 Stimmen ohne Enthaltung abgelehnt, der Ständerat mit 43 zu 0 Stimmen ohne Enthaltung.

### Abstimmungsergebnisse
Die Initiative wurde mit 67,6 % der Stimmen abgelehnt. Alle Kantone haben die Initiative verworfen.

Ergebnisse nach Kantonen